# Moshono
Moshono ist ein Verwaltungsbezirk (Ward) des Distrikts Arusha in der tansanischen Region Arusha.

## Geografie
Moshono liegt im Norden von Tansania. Es ist ein Vorort im Südosten von Arusha, der nördlich und südlich der Arusha Bypass Road liegt. Im Südosten grenzt der Bezirk an den Distrikt Arusha Rural. Der wichtigste Fluss ist der Kijenge. Das Gebiet wird von der Eisenbahnlinie Arusha-Moshi durchquert.
Bei der Volkszählung 2022 lebten hier 26.890 Menschen in 7285 Haushalten.

## Gliederung
Der Bezirk besteht aus neun Stadtteilen (Mtaa):
- Nanja
- Moshono Kati
- Engosowash
- T.Packers
- Olkereyan Kati
- Laizer
- LosirwayLaizer
- Mtoni
- Kalimaji

## Wirtschaft und Infrastruktur
- Gesundheit: Im Bezirk liegen ein staatliches Gesundheitszentrum[6] und zwei Apotheken, eine im Ort Moshono[7] und eine in Olkereyan.[8]
- Bildung: Das College of Health and Allied Sciences Arusha ist ein privates College mit medizinischer Ausbildung.[9] Ebenfalls im Bezirk liegen die private St. Padre Pio Girls Secondary School[10] und die gemischte Kiseriani Secondary School.[11] Die private School of St Jude bietet seit 2002 gratis Grundschule und weiterführende Ausbildung für Bedürftige.[12] Die Arusha Modern Secondary School ist ebenfalls eine Privatschule, die Kindergarten, Grundschule und weiterführende Ausbildung sowohl als Tagesschule als auch mit Internat anbietet.[13]